# Donji Kakanj
Donji Kakanj je naseljeno mjesto u općini Kakanj, Federacija Bosne i Hercegovine, BiH.
Nalazi se na ušću rijeke Ribnice u Bosnu.

## Stanovništvo

### 1991.
Nacionalni sastav stanovništva 1991. godine, bio je sljedeći:
ukupno: 60
- Muslimani - 57
- Jugoslaveni - 3

### 2013.
Nacionalni sastav stanovništva 2013. godine, bio je sljedeći:
ukupno: 14
- Bošnjaci - 13
- Hrvati - 1